# 卢克瓦塔
卢克瓦塔是一种水栖神秘生物的名称，这种生物据说生存于维多利亚湖和其他几个乌干达的湖泊中。它被描述为100英尺长，方头、体型纤细，有人说它用海豚一样的身躯，棕色的顶部和白色的下腹部。卢克瓦塔身上的脱落物被认为拥有神奇的力量，所以在非洲东部被尊为文物。